# Siarnaq
Siarnaq (Saturn XXIX) – księżyc Saturna odkryty wraz z Tarvosem pod koniec września 2000 roku przez grupę B.J. Gladmana przy pomocy 3,6-metrowego Teleskopu Kanadyjsko-Francusko-Hawajskiego na Mauna Kea (Hawaje).
Księżyc jest największym ciałem z grupy inuickiej nieregularnych, zewnętrznych satelitów Saturna. Nosi imię utożsamianej z Sedną bogini morskich zwierząt oraz królowej świata podziemnego z mitologii eskimoskiej.
Orbita Siarnaq jest zaburzana m.in. przez Słońce i Jowisza, i w dłuższym okresie może ulegać zmianom. Jest on zapewne przechwyconą przez Saturna planetoidą, która kiedyś może powrócić na orbitę okołosłoneczną.
Okres obiegu Siarnaq wynosi ponad 2,5 ziemskiego roku. Jego średnia jasność obserwowana wynosi około 20,1m i jest niższa od jasności Saturna o około 19,4m. Oznacza to, że księżyc jest około 58 mln razy ciemniejszym obiektem niż Saturn.